# Harrisonburg (Louisiane)
Pour les articles homonymes, voir Harrisonburg.
Harrisonburg est un village et le siège de la paroisse de Catahoula, en Louisiane, aux États-Unis. La population était de 348 au recensement de 2010, en baisse par rapport à l'an 2000, où le village comptait 746 âmes. Le village court le risque de disparaître à cause d'un effondrement démographique.
Riley J. Wilson, élu au cinquième district congressionnel de la Louisiane, de 1915 à 1937, résidait à Harrisonburg, où il a été directeur du high school Harrisonburg, puis procureur, procureur de district et enfin juge à la cour de district de l'État avant son élection au Congrès.

## Histoire
Harrisonburg a été nommé en l'honneur de la famille Harrison de Virginie.
Fort Beauregard, situé sur une falaise dans le coin nord du village, a été une place forte des Confédérés au cours de la guerre de Sécession. En 1863, le fort a défendu le village avec succès contre l'attaque de quatre canonnières unionistes naviguant sur la rivière Ouachita. Après quatre jours de bombardements, peu de dégâts ont été infligés et les canonnières ont battu en retraite en aval de la rivière.
Autrefois, le village de Harrisonburg mettait en scène des reconstitutions historiques à Fort Beauregard, également connu sous le nom de Fort Hill, mais ces cérémonies ont pris fin à la fin du XXe siècle. Ces reconstitutions ont été reconduites en 2015, mais interrompues en 2016.
Harrisonburg a déjà été une importante plaque tournante du commerce en raison de son emplacement sur la rivière Ouachita, jouissant d'un accès facile au fleuve Mississippi et à La Nouvelle-Orléans. La route Harrisonburg (Harrisonburg Road) traversait autrefois la région pour passer à travers la Louisiane depuis la piste Natchez, au Mississippi, jusqu'au chemin Royal (El Camino Real), au Texas.
Harrisonburg a été pris en considération lorsqu'il a fallu choisir une nouvelle capitale de Louisiane après la guerre de Sécession. C'est La Nouvelle-Orléans qui a été choisie, cependant.

## Géographie
Harrisonburg est située sur la rive ouest de la rivière Ouachita. La route d'État 8 passe par le village, allant vers le nord-est par-dessus la Ouachita vers Sicily Island, est vers le sud-ouest jusqu'à la U.S. Route 84, près du lac Catahoula. Jonesville, la plus grande ville de la paroisse de Catahoula, est à 15 km au sud de Harrisonburg via l'autoroute 124.
Selon le Bureau du recensement des États-Unis, Harrisonburg a une superficie totale de 2,7 km2 dont 2,5 km2 sont des terres et le reste, des étendues d'eau.

## Démographie
Le village est actuellement victime d'un spectaculaire effondrement démographique. Il court le risque de disparaître et de devenir une ville fantôme. Les tentatives de revitalisation se sont avérées vaines et la croissance de Harrisonburg est au point mort.

## Climat
Le climat se compose d'étés chauds et humides et d'hivers généralement doux à frais. Selon la classification Köppen, Harrisonburg a un climat subtropical humide, en abrégé "Cfa" sur les cartes de  climat.